# 岩泉まい
岩泉 まい（いわいずみ まい、9月3日生）は、日本の女性声優。おもにアダルトゲームに出演。

## 出演作品

### ゲーム
1999年
- 怪奇!ドリル男の恐怖（高塚 彩花）

2000年
- 化石の歌（シエル）
- TWIN WAY 一瞬の時の中で…（高峯 綾乃）
- 真・瑠璃色の雪 〜ふりむけば隣に〜（奥里 真名）

2001年
- 幻燐の姫将軍（マーリオン）
- 新体操 (仮)（羽丘 みく）

2002年
- アルフレッド学園魔物大隊（神園 美加子）
- 戦女神2 〜失われし記憶への鎮魂歌〜（レシェンテ）

2003年
- キャッスルファンタジア〜エレンシア戦記〜リニューアル（テルル＝クーリエ）
- レベルジャスティス（ラブリーピンクスター、間崎）
- 幻燐の姫将軍2 〜導かれし魂の系譜〜（リン＝ファラ＝バルジアーナ、マーリオン）

2004年
- 放課後～濡れた制服～（藤原 静音）
- CARNIVAL（志村 麻里）
- 恥辱診察室 DVD EDITION（長塚 萌香）
- らぶフェチシリーズ（榊原 あゆむ）
- Noel（香坂 詩織）
- 空帝戦騎〜黄昏に沈む楔〜（パティ・グラン）

2005年
- つるぺた★はにゃぁん（高天原 えりか）
- 部活規格（翔鳥 翼）
- みらろま（有魔 摩莉）

2006年
- 人妻コスプレ喫茶2（有瀬 まゆ）[注 1]
- 催眠彼女（美樹里 麗亜）
- あまなつ（御薗木 桜子）
- 峰深き瀬にたゆたう唄（ルネ）

2007年
- 絶対★妹至上主義!!（友里 海音）
- 冬音-Tone-（湖真）
- 虜ノ姫〜淫魔の調律〜（ヒルダ）
- 釣☆カノジョ 〜あの娘は釣り頃、釣られ頃〜（紫苑坂 鈴音）
- とらぶる! シスタールーム（来玖瑠 聖）
- 空蝉に触れるもの（イヴェット）
- Witch'sSlave 〜ワタシの脚をお舐め〜（高遠 和歌）[2]
- 孕嫁さんはエルフ姫（シェーラ）

2008年
- 僕らのいきなり同棲計画!（美月 瑠衣子）
- すいっチ!! 〜ボクがナツに想うこと〜（謎の少女）
- ふたりのえりか（安藤 恵理香）
- リリカルDS（有魔 摩莉）
- 戦女神ZERO（リタ、ヴェルロカ）
- 毎日けだものっ!!らぶえろ☆ももいろ☆すくーるらいふ♪（速水 琴乃）
- Venus Blood -Chimera-（ミディール）
- 学・校・水・着〜ザーメンプールで泳いだら〜（月島 芽流）[3]

2009年
- ブラン・ノワール〜淫襲の魔女裁判〜（ソフィーティア）[4]
- らぶでれーしょん!（水瀬 心）

2010年
- 戦女神VERITA（リタ・セミフ、水精マーリオン、リン・ファラ=バルジアーナ）
- 霧谷伯爵家の六姉妹（霧谷 藤乃）
- 妊娠研究所〜副作用は淫乱化（三田村　優羽）
- 淫祭の島 〜血と白濁の贄〜（伊賀崎 凛）

2011年
- 双子母（瀬川 七海）
- 禁断の病棟 〜特殊精神科医 遊佐惣介の診察記録〜（岩瀬 冬乃）[5]
- ユユカナ -under the Starlight-（姫園 理沙）

2012年
- ポケット彼女〜白濁人形〜（堀江 千晶）
- 寝取られの学園 〜輪廻るサクリファイス〜（四方山 風花）[6]

2013年
- Wフタナリ娘矯正計画 転校生も実験台にしてしまえッ!（片桐 希）[7]
- 淫祭の島 〜血と白濁の贄〜（伊賀崎 凛）[8]

2014年
- ペロペロサイミン2 裸王伝〜華麗なる挑戦〜（藤井 冴子）[9]

2015年
- 墜ちていく新妻〜ごめんなさいアナタ…私もう……でも、愛してる〜（高崎 美穂）[10]

### OVA
- 霧谷伯爵家の六姉妹（霧谷 藤乃）

### ドラマCD
2001年
- ○学○年生 G-typeドラマCD（日名 雛）※Vol.5のみ[11]。

2004年
- ○学○年生起立！ G-typeドラマCD（麻井 まい）[12]

2005年
- ○学○年生ナイン！ G-typeドラマCD（麻井 まい）[12]